# Unión Cívica Democrática (Eslovaquia)
La Unión Cívica Democrática (eslovaco: Občianska demokratická únia, ODÚ) fue un partido político liberal de Eslovaquia que existió entre 1991 y 1994. Se fundó como la Unión Cívica Democrática-Público Contra la Violencia (Občianska demokratická únia – Verejnosť proti násilu) que sucedió al antiguo movimiento político Público Contra la Violencia (VPN). Marián Čalfa, durante su mandato como Primer Ministro de Checoslovaquia, se unió al partido y se convirtió en uno de los miembros principales. En las elecciones parlamentarias de Eslovaquia de 1992, el partido no consiguió ningún escaño en el parlamento. En 1994 el partido se fusionó con el Partido Democrático.
| Fecha | Votos        | %    | Diputados | Estatus            |
| ----- | ------------ | ---- | --------- | ------------------ |
| 1992  | 124.503 (#6) | 4,04 | 0/150     | Extraparlamentario |